# Lattaldeide deidrogenasi
La lattaldeide deidrogenasi è un enzima appartenente alla classe delle ossidoreduttasi, che catalizza la seguente reazione:
(S)-lattaldeide + NAD+ + H2O ⇄ (S)-lattato + NADH + 2 H+